# HIP 11915 b

예술가가 상상한 HIP 11915 b의 모습

HIP 11915 b는 유사 태양 별 HIP 11915를 약 190광년 (57파섹, 약 190광년) 떨어진 곳에서 모항성을 공전하는 외계 행성이다. 지구에서 1.798×1015km 떨어진 고래자리에 위치해있다. 목성과 비슷한 궤도와 질량을 가진 최초의 외계 행성으로, 주목이 될 만하다. 이는 이 행성의 계가 태양계와 유사할 수 있음으로 추측된다.  이 행성은 약 4.8 AU 거리에서 모항성을 공전한다. 이 외계 행성은 시선 속도법을 사용하여 발견되었다. 반지름은 약 130,000km, 온도는 -155도일 것으로 추측이 된다.